# Мономоской-Айленд (Массачусетс)
Мономоской-Айленд (англ. Monomoscoy Island) — переписна місцевість (CDP) в США, в окрузі Барнстебел штату Массачусетс. Населення — 139 осіб (2020).

## Географія
Мономоской-Айленд розташований за координатами 41°34′33″ пн. ш. 70°29′57″ зх. д. / 41.57583° пн. ш. 70.49917° зх. д. (41.575946, -70.499206).  За даними Бюро перепису населення США в 2010 році переписна місцевість мала площу 0,60 км², уся площа — суходіл.

## Демографія
Згідно з переписом 2010 року, у переписній місцевості мешкало 147 осіб у 74 домогосподарствах у складі 44 родин. Густота населення становила 245 осіб/км².  Було 144 помешкання (240/км²).
Расовий склад населення:
| - 98,6 % — білих - 1,4 % — корінних американців |

До двох чи більше рас належало 0,0 %. Частка іспаномовних становила 0,7 % від усіх жителів.
За віковим діапазоном населення розподілялося таким чином: 10,2 % — особи молодші 18 років, 61,9 % — особи у віці 18—64 років, 27,9 % — особи у віці 65 років та старші. Медіана віку мешканця становила 54,3 року. На 100 осіб жіночої статі у переписній місцевості припадало 93,4 чоловіків;  на 100 жінок у віці від 18 років та старших — 91,3 чоловіків також старших 18 років.
Середній дохід на одне домашнє господарство  становив 168 772 долари США (медіана — 114 491), а середній дохід на одну сім'ю — 168 772 долари (медіана — 114 491). 
Цивільне працевлаштоване населення становило 78 осіб. Основні галузі зайнятості: освіта, охорона здоров'я та соціальна допомога — 43,6 %, виробництво — 34,6 %, фінанси, страхування та нерухомість — 12,8 %, роздрібна торгівля — 9,0 %.